# Katarína Hricková
Katarína Hricková (Lučenec, 12 maggio 1980) è un'ex cestista slovacca.

## Carriera
Con la Slovacchia ha disputato i Campionati europei del 2009.